# Die Anbetung der Eidechse oder wie man Engel vernichtet

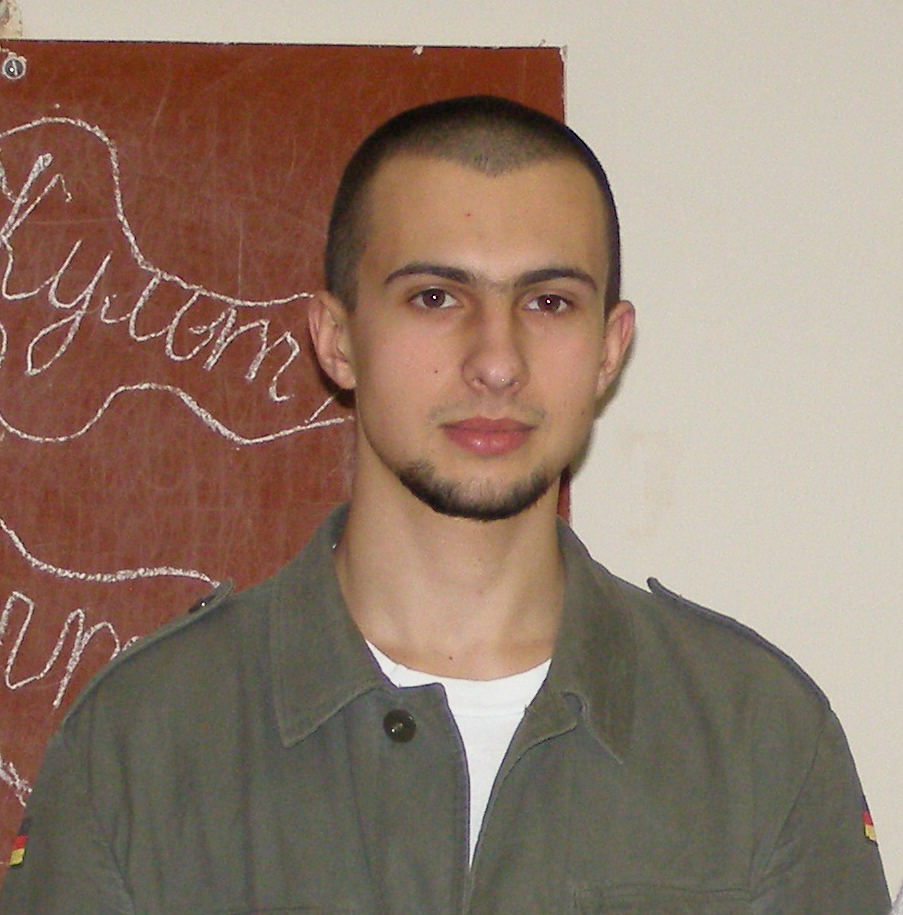
Ljubko Deresch

Die Anbetung der Eidechse oder wie man Engel vernichtet (ukrainisch Поклоніння ящірці. Як нищити ангелів / Pokloninnja jaščirci. Jak nyščyty anheliv) ist ein 2002 veröffentlichter Roman von Ljubko Deresch. Der Roman wurde in viele europäische Sprachen übersetzt, darunter auch Deutsch.
Der Protagonist, der seine Ferien in einer kleinen ukrainischen Stadt verbringt, erzählt offen die Geschichte die zum Mord führt. Komplexe, Ängste, sexuelles Verlangen, unsichtbare und scheinbare Konkurrenz, musikalische Vorlieben und Stereotype der Stadtbewohner, all das macht die Welt der Jugendlichen aus und nimmt Einfluss auf ihre Entwicklung.

## Entstehung
Obwohl der Roman als zweiter veröffentlicht wurde, war er das erste Werk von Deresch. Er schrieb ihn im Alter von 15 Jahren. Es gibt viele Bezüge zum ersten Roman „Kult“, wie zum Beispiel den Handlungsort „Midny Buky“.

## Handlung
Im Sommer 1993, also einige Jahre nach dem Zusammenbruch der Sowjetunion, verbringt Misko in einem kleinen westukrainischen Städtchen namens Midny Buky seine Ferien. Er liest viel, unter anderem Edgar Allan Poe, hört viel westliche Musik wie Pink Floyd, raucht viel Marihuana, interessiert sich nicht für den Wohlstand und lebt ein nonkonformes Leben. Miskos bester Freund namens Glatter Hippie ist in das Mädchen Dzvinka verliebt. Die drei bilden eine Gruppe von Außenseitern in dem kleinen, postsowjetischen Städtchen; sie werden von den kurzhaarigen Mitgliedern der Jugendgang Pazany drangsaliert. Der schlimmste von allen ist Fedja Kruhowyj.
Misko und Dzvinka machen eine Rucksacktour zu einem See in den Karpaten. Unter freiem Himmel, bei Blitz und Donner, verlieren beide ihre Unschuld aneinander.
Die Feindseligkeiten von Fedja nehmen immer mehr zu und arten zu regelrechtem Terror aus. Als Misko einmal wieder auf der Flucht vor Fedja ist und sich in dem stadtbekannten, als verflucht verrufenen Hyazinthenhaus versteckt, trifft er auf einen Junkie, der ihm Horrorgeschichten über die Existenz des Bösen erzählt.
Die Freunde haben es satt, sich vor Fedja zu fürchten, und planen, erst scherzhaft, später verbittert ernst, seine Ermordung. Die Jugendlichen sind der Meinung, so das Böse zu vernichten, und darum sei das Recht auf ihrer Seite. Der Mord soll am Tag der Jugend stattfinden. Sie locken Fedja in eine Falle und bringen ihn um.
Wie durch ein Wunder – oder durch die Hilfe des Hyazinthenhauses, das bleibt unklar – werden die Mörder nicht entdeckt und müssen keine Bestrafung fürchten. Sie stellen außerdem fest, dass ihnen der Mord nichts ausmacht, er ist ihnen vollkommen egal.

## Deutsche Ausgaben
- Die Anbetung der Eidechse oder wie man Engel vernichtet. Suhrkamp, Frankfurt am Main 2006. ISBN 978-3-518-12480-2

## Theater
Am 11. Oktober 2008 wurde Die Anbetung der Eidechse oder Wie man Engel vernichtet am Deutschen Nationaltheater Weimar unter der Regie Nora Schlocker uraufgeführt.

## Kritiken
»Ljubko Deresch gilt als Wunderkind der modernen ukrainischen Literatur. Die Anbetung der Eidechse hat er im Alter von 15 Jahren geschrieben. Er erzählt eindringlich ungestüm und mit großem sprachlichem Talent von der ersten Liebe und dem ersten Hass, von einer Zeit, in der jedes Gefühl aufgeladen ist mit Wahnsinn. Ein Entwicklungsroman, der glüht. Und einer, wie ihn wohl nur ein Teenager schreiben kann.« Jörg Böckem im Kulturspiegel
»Deresch findet in seinem Roman einen eigenen Ton, der symptomatisch für den Neubeginn der ukrainischen Literatur im 21. Jahrhundert ist. Deresch befreit das Schreiben aus der Fixierung auf die nationale Problematik und macht sich über die üblichen antirussischen Verschwörungstheorien lustig. Auch die Märtyrer-Ikonen der ukrainischen Literatur tauchen bei Deresch nur noch als vergilbte Heiligenbilder auf, die längst den neuen Idolen Jack Kerouac, John Lennon und Bruce Springsteen Platz gemacht haben.«
Neue Zürcher Zeitung